# 햇빛

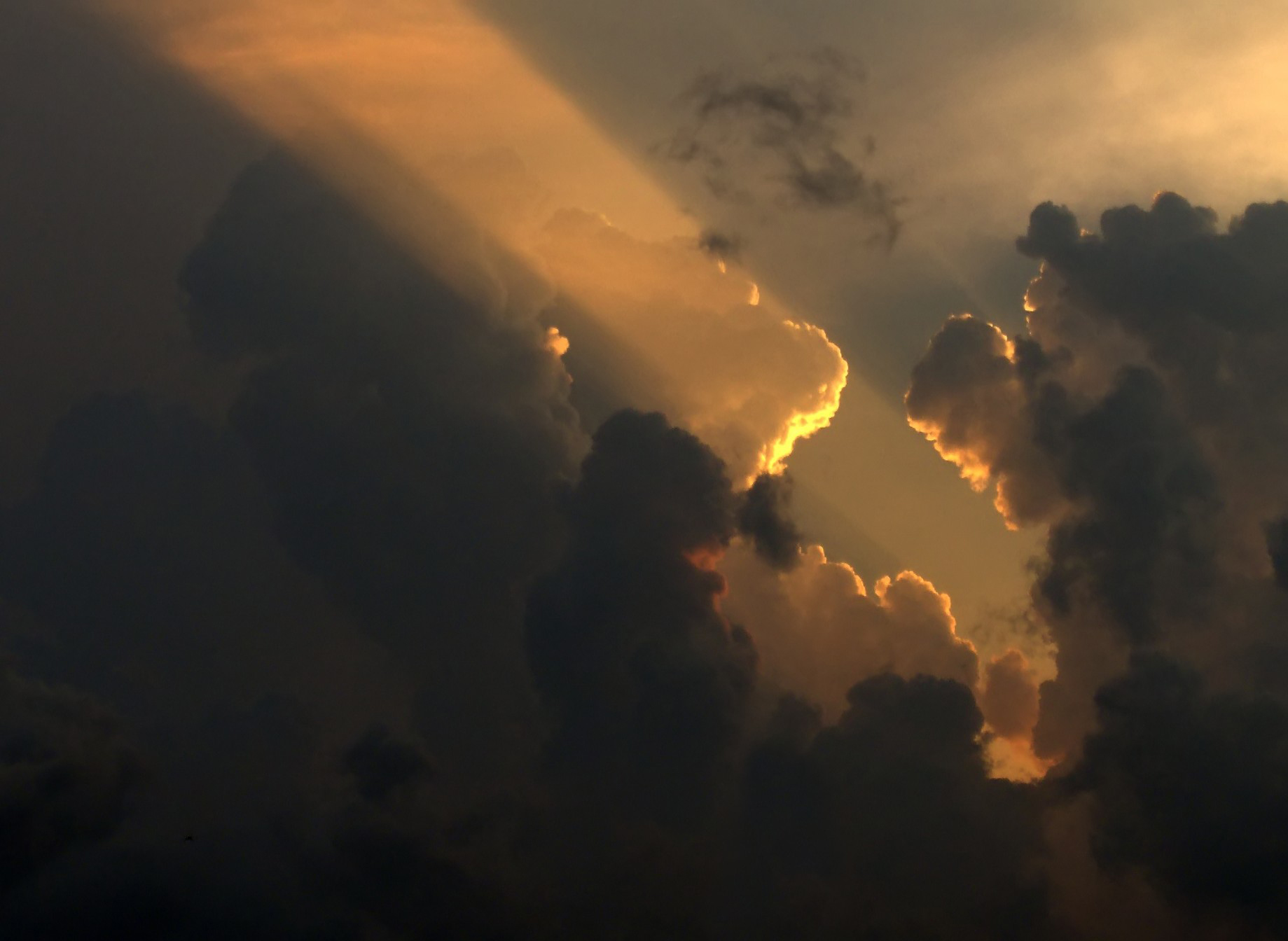
구름 사이로 비치는 틈새빛살.

햇빛(문화어: 해빛) 또는 태양광은 넓은 뜻으로 태양이 제공하는 전자기 복사의 스펙트럼이다. 일광(日光)이라고도 한다. 지구에서는, 햇빛이 대기를 통해 걸러져 태양이 수평에 있을 때 낮 동안 태양 복사가 행해진다. 직접적인 태양 복사가 구름에 의해 차단되지 않으면 밝은 빛과 복사열(대기)이 결합된 햇빛으로 경험된다. 구름에 의해 가려지거나 다른 물체에 반사되면 햇빛이 확산된다. 소식통은 하루 24시간 동안 평방 미터당 전 세계 평균 164와트에서 340와트 사이로 추정한다. 이 수치는 NASA에 의해 지구 평균 총 태양 복사량의 약 4분의 1에 해당하는 것으로 추정된다.
햇빛의 자외선은 건강에 긍정적인 영향과 부정적인 영향을 모두 미친다. 왜냐하면 비타민 D3 합성과 돌연변이 유발 물질 모두에 필수이기 때문이다.
햇빛이 태양 표면에서 지구에 도달하는 데는 약 8.3분이 걸린다. 태양 중심에서 시작하여 하전 입자를 만날 때마다 방향을 바꾸는 광자는 표면에 도달하는 데 10,000~170,000년이 걸린다.
햇빛은 일반적으로 태양에서 나오는 빛 에너지를 탄수화물을 합성하고 유기체의 활동에 연료를 공급하는 데 사용할 수 있는 화학 에너지로 변환하기 위해 식물 및 기타 독립 영양 유기체가 사용하는 과정인 광합성의 핵심 요소이다.
채광은 햇빛을 받아들여 실내 공간을 자연적으로 채광하는 것이다. 태양 복사조도는 햇빛으로부터 얻을 수 있는 태양 에너지이다.

## 계산
땅에 다다르는 햇빛의 양을 계산하려면 지구의 타원 궤도와 지구 대기권에 의한 햇빛의 약화 모두 고려되어야 한다.
{\displaystyle E_{\rm {ext}}=E_{\rm {sc}}\cdot (1+0.033412\cdot \cos \left(2\pi {\frac {{\rm {dn}}-3}{365}}\right)),}
여기서 dn=1은 1월 1일, dn=2는 1월 2일, dn=32는 2월 1일을 가리킨다.

## 태양계
태양의 빛은 태양계 특히 지구의 생태계 환경에 태양계 형성 초기부터 그 이래로 지대한 영향력을 행사하고 있다.

## 인체에 미치는 영향
인체는 햇빛(구체적으로는 자외선의 UVB 대역)으로부터 비타민 D를 생성하며 적절한 양의 영양분 섭취가 없는 상태에서 햇빛을 너무 받지 않으면 비타민 D의 결핍이 있을 수 있다. 햇빛의 부족은 계절성 정동장애(SAD)의 주 원인 가운데 하나로 여겨지기도 한다.
구체적으로 적당한 양의 햇빛 노출은 비만과 당뇨병 위험을 줄일 수 있다는 연구결과가 나왔다. 호주 퍼스소재 텔레톤키즈 연구소의 쉘리 고만 박사가 이끄는 연구팀은 생쥐 실험 결과 이같은 결론을 도출했다.
일반적으로 햇빛의 자외선 노출은 피부암을 유발시키는 것으로 알려져 있다. 하지만 햇빛 노출에 따른 장점들도 무시할 수 없다. 특히 햇빛은 우리 몸속 비타민 D 합성의 중요한 원천이고 비타민 D 결핍은 모든 종류의 사망률과 암 생존률과 연관이 있다는 연구결과도 있다.
고만 박사는 햇빛이 인체에 주는 장점을 발견하고자 생쥐 대상 실험을 진행했다. 연구팀은 비만과 당뇨 유발을 목표로 생쥐들에게 고지방 식품을 먹도록 했다. 그런 뒤 생쥐들에게 적당량의 자외선을 쐬게 했다.
그 결과 자외선을 쏘인 쥐들은 체중이 감소했을 뿐만 아니라 혈액속 당수치와 인슐린 저항성 등 당뇨병의 시작을 알리는 신호 역시 줄어들었다. 연구팀은 이 같은 효과는 비타민 D의 합성에 의한 것이 아니라 햇빛 노출 후 피부에서 산화질소를 발산하기 때문이라고 분석했다. 선행연구에서 산화질소는 혈압을 낮추는 효과가 있는 것으로 조사된 바 있다. 그러나 너무 많은 햇빛 노출은 피부 질병의 원인이 되기도 한다.

## 태양광 발전
태양광 발전은 햇빛을 이용한다. 태양 전지를 이용하여 태양빛을 직접 전기 에너지로 바꾸어 사용하는 것이다. 햇빛은 태양광 발전 시설뿐만 아니라 태양 전지 자동차, 태양 전지 휴대 전화나 휴대용 컴퓨터, 태양광 시계와 같이 다양하게 이용될 수 있다. 지구로 쏟아지는 무한한 햇빛은 환경 오염을 일으키지 않는 청정 에너지라는 측면에서 각광을 받고 있지만, 일단 발전을 위해서는 일조량이 충분한 지역이어야 한다는 조건이 있다. 태양광 발전은 하루 중에서도 발전할 수 있는 시간이 제한되며, 계절에 따른 제약도 있다. 현재까지는 발전시설비가 높다는 단점이 있다.

## 태양 스펙트럼
태양광구로부터의 빛은 대체로 5,800 °C의 흑체방사(黑體放射)에 상당하는 연속 스펙트럼인데, 이것에 몇 천개의 흡수선(吸收線)을 포함하고 있다. 이 흡수선은 발견자의 이름을 따서 프라운호퍼선(線)이라 불리고 있다.
이들 흡수선은 채층 안에 포함되어 있는 각종 원자가 광구에서 나오는 연속광 중에서 각 원자 특유의 빛만을 선택적으로 사방으로 산란하고, 전자에 여분으로 붙은 수소원자에 의해서 그 산란광이 흡수됨으로써 생긴다고 해석되고 있다. 이들 흡수선으로부터 태양대기(太陽大氣)를 구성하는 물질의 양(量)이 추정되고 있다.

## 같이 보기
- 태양
- 빛